# Phyllonorycter nepalensis
Phyllonorycter nepalensis là một loài bướm đêm thuộc họ Gracillariidae. Nó được tìm thấy ở Nepal.
Sải cánh con đực dài 7.2 mm, con cái dai 6 mm. Ấu trùng ăn Alnus nepalensis. Chúng ăn lá nơi chúng làm tổ.